# تجارة متعددة القنوات
```
التجارة متعددة القنوات
 
(
بالإنجليزية
: 
Multi-channel merchants
)
 مصطلح ظهر مع انتشار الإنترنت في بدايات التسعينات لها مسميات أخرى وهي 
طوب ونقرات
 (Click And Mortar).
```

## ماهية التجارة متعددة القنوات
هي إحدى أنواع بيع التجزئة الإلكتروني الأكثر نموا حياليا، حيث تقوم الشركة التي تستخدم هذا النوع بتحويل بعض من نشاطاتها على الإنترنت مع وجود أصولها ونشاطاتها الأساسية على أرض الواقع.ونعني بذلك ان الشركة تحتوي على شبكة من المتاجر كقناة أساسيه لبيع التجزئة بالإضافة إلى استخدامها لشبكة الإنترنت لخدمة المستهلك، مثلا قد يتيح متجر إلإلكترونيات للزبون الطلب من الإنترنت لكن استلام البضاعة يكون من المتاجر المتوفره في منطقته، ومثال اخر لمتجر اثاث في منطقه معينه يتيح لمستخدم موقعه الإلكتروني طلب البضائع ويقوم بتوصيلها لزبون.

## نشأتها
لقد بدأ استخدام هذا النوع منذ عام 1990 فظهور شبكة الإنترنت في ذلك الوقت سمح للكثير من الشركات باستخدام الإنترنت للمتاجرة.وقد بدأ تبني هذا النوع من التجارة من قبل المتاجر الكبيرة supermarkets حيث كانت تتيح لزبائنها الطلب من مواقعها المتواجده على الإنترنت والحصول على البضائع من مخازنها الاصلية.

## مميزات التجارة متعددة القنوات
عندما تقرر الشركة استخدام قناة الإنترنت كقناة تدعم المتاجر الحالية للشركة فإن ذلك يؤدي إلى إعطاء مميزات عديده منها:
1- وجود الاسم التجاري لدى الشركة يسهل الاستثمار على شبكة الإنترنت.
2- وجود البنية الأساسية والاستراتيجيات مسبقا لدى الشركة فلاتحتاج للبدأ من الصفر.
3- توسع نطاق الشركة إلى نطاق دولي وعالمي مع سهولة الاتصال بعملائها المحليين والدوليين.
4- تخفض تكاليف إنشاء ومعالجة وتوزيع وحفظ واسترجاع المعلومات الورقية. فايجاد دائرة مشتريات إلكترونية تساعد الشركة على تقليص التكاليف الإدارية للشراء بنسبة 85%.
5- تعطي الخيار للمستهلك بأن يتسوق أو ينهي معاملاته في أي وقت ومن أي مكان في العالم.
6-أفضل طريقة لجذب عملاء جدد فلا يوجد نطاق جغرافي لشبكة الإنترنت ممايقلل من تكلفة توظيف متخصصين لجذب الزبائن وتحقيق نتائج أكبر من خلال سهولة الاتصال وا التسويق.

## الصعوبات التي تواجه التجارة متعددة القنوات
تواجه الشركات من هذا النوع تحدي من أن تكون عناصر قوتهم وممتلكاتهم تتجه كلها نحو مصب واحد بناء موقع على شبكة الإنترنت ودعمه بالتكنولوجيا التي يحتاجها مع إغفال نشاطاتها على ارض الواقع
و أيضا توا جه هذه الشركات تحدي أكبر في تنسيق أسعار البضائع بين هاتين القناتين وأيضا في التعامل مع عوائد مبيعات مواقعها على شبكة الإنترنت
بالإضافة إلى ذلك إذا ما اعتبرنا الإنترنت قناة أخرى للشركة لا بد أن توفر هذه القناة خدمات أخرى للمستهلك تميزها عن غيرها من القنوات إضافة إلى عنصر الثقة الذي يكون قليلا لدى بعض الزبناء في استعمال بطائق الائتمان ومد الشركة بعلوماتهم البنكية

## الشركات الرائدة في هذا المجال
وول مارت
J. C. Penney [الإنجليزية]
Sears [الإنجليزية]